# Goa trance
Goa trance (nazywany także goa lub w zapisie numerycznym 604) – podgatunek muzyki trance.
W odróżnieniu od innych podgatunków trance wywodzących się z Europy, narodził się w indyjskiej prowincji Goa.
Rozwój goa trance jest ściśle związany z rozwojem psychedelic trance w drugiej połowie lat 90. Oba gatunki są na tyle do siebie zbliżone, że niektórzy używają ich nazw zamiennie. Jednak goa ma więcej nawiązań do muzyki orientalnej, gdy psychedelic ma bardziej kosmiczne brzmienie. Charakterystyczne dla goa są imprezy organizowane pod gołym niebem; zaś imprezy w klubach prawie zawsze są przyozdobione kolorowymi, abstrakcyjnymi dekoracjami. W sezonie letnim organizowane są też kilkudniowe festiwale, najczęściej na łonie natury.

## Historia
Gatunek sięga korzeniami końca lat 60. i początku 70., kiedy to indyjska prowincja Goa była celem podróży hipisów (niemniej sam goa trance pojawił się dopiero na początku lat 90.). Mimo spadku popularności prowincji w latach 70. i 80., część przyjezdnych pozostała tam na stałe. Ci, którzy zostali, zajęli się tworzeniem muzyki, jogą oraz szeroko pojętą kulturą New Age, nie stroniąc przy tym od rekreacyjnego używania psychodelików.
Napływ nowych technologii i muzyki elektronicznej do Goa oraz inspiracja miejscową kulturą doprowadziły w końcu do powstania nowego gatunku.
Pionierami byli: Laurent, Fred Disko czy nieco później Goa Gil i Mark Allen. Wtedy właśnie na Goa odbywały się masowe imprezy na plaży trwające często kilka dni, od typowych imprez techno różniące się swego rodzaju mistyczną aurą i niemalże religijnym znaczeniem dla uczestników.
Goa trance jest bardzo popularny w Izraelu, gdzie pojawił się wraz z powracającymi z wakacji w Indiach rezerwistami armii izraelskiej.
Przykładowymi przedstawicielami gatunku są między innymi takie zespoły jak Juno Reactor, The Infinity Project, Hallucinogen oraz Astral Projection. 